# Collegio di The Wrekin
The Wrekin è un collegio elettorale inglese situato nello Shropshire, nelle Midlands Occidentali, rappresentato alla Camera dei comuni del Parlamento del Regno Unito. Elegge un membro del parlamento con il sistema first-past-the-post, ossia maggioritario a turno unico; l'attuale parlamentare è Mark Pritchard del Partito Conservatore, che rappresenta il collegio dal 2005.

## Estensione

The Wrekin dal 2010 al 2024

- 1918-1950: il borough di Wenlock, i distretti urbani di Dawley, Newport, Oakengates e Wellington, e i distretti rurali di Newport e Shifnal and Wellington.
- 1950-1983: i distretti urbani di Dawley, Newport, Oakengates e Wellington, e i distretti rurali di Shifnal e Wellington.
- 1983-1997: i ward del distretto di The Wrekin di Arleston, Brookside, College, Cuckoo Oak, Dawley Magna, Donnington, Donnington Wood, Dothill, Ercall, Hadley, Haygate, Hollinswood/Randlay, Ironbridge (The Gorge), Ketley, Ketley Bank, Langley, Lawley, Leegomery, Lilleshall, Madeley, Malinslee, Park, Priorslee, Stirchley, Wombridge, Woodside, Wrockwardine e Wrockwardine Wood.
- 1997-2010: i ward del distretto di The Wrekin di Arleston, Church Aston, College, Donnington, Donnington Wood, Dothill and Park, Edgmond, Ercall, Ercall Magna, Hadley, Haygate, Ketley, Leegomery, Lilleshall, Newport East, Newport North, Newport West, and Wrockwardine, and the District of Bridgnorth wards of Albrighton, Idsall, Manor e Sheriffhales.
- 2010-2024: i ward del borough di Telford and Wrekin di Apley Castle, Arleston, Church Aston and Lilleshall, College, Donnington, Dothill, Edgmond, Ercall, Ercall Magna, Hadley and Leegomery, Haygate, Muxton, Newport East, Newport North, Newport South, Newport West, Park, Shawbirch e Wrockwardine, e i ward del distretto di Bridgnorth di Albrighton South, Donington and Albrighton North, Shifnal Idsall, Shifnal Manor e Shifnal Rural.
- dal 2024: i ward del borough di Telford and Wrekin di Admaston and Bratton; Apley Castle; Arleston; Church Aston and Lilleshall; College; Donnington; Dothill; Edgmond & Ercall Magna; Ercall; Hadley and Leegomery; Haygate; Muxton; Newport North and West; Newport South & East; Park; Shawbirch e Wrockwardine, e le divisioni elettorali della conta di Shropshire di Albrighton; Cheswardine; Hodnet; Shifnal North e Shifnal South and Cosford.[1]

## Membri del parlamento
| Elezione | Elezione                       | Deputato                         | Partito                |
| -------- | ------------------------------ | -------------------------------- | ---------------------- |
|          | 1918                           | Charles Henry                    | Liberale               |
|          | 1920 (S)                       | Charles Palmer                   | Unionista Indipendente |
| 1920 (S) | Charles Vere Ferrers Townshend | Gruppo Parlamentare Indipendente |                        |
|          | 1922                           | Howard Stransom Button           | Unionista              |
|          | 1923                           | Henry Nixon                      | Laburista              |
|          | 1924                           | Thomas Oakley                    | Unionista              |
|          | 1929                           | Edith Picton-Turbervill          | Laburista              |
|          | 1931                           | James Baldwin-Webb               | Conservatore           |
| 1941 (S) | Arthur Colegate                |                                  | Conservatore           |
|          | 1945                           | Ivor Owen Thomas                 | Laburista              |
|          | 1955                           | William Yates                    | Conservatore           |
|          | 1966                           | Gerald Fowler                    | Laburista              |
|          | 1970                           | Anthony Trafford                 | Conservatore           |
|          | Feb 1974                       | Gerald Fowler                    | Laburista              |
|          | 1979                           | Warren Hawksley                  | Conservatore           |
|          | 1987                           | Bruce Grocott                    | Laburista              |
| 1997     | Peter Bradley                  |                                  | Laburista              |
|          | 2005                           | Mark Pritchard                   | Conservatore           |

## Elezioni

### Elezioni negli anni 2020
| Partito                    | Partito                                   | Candidato                  | Risultati 4 luglio 2024 | Risultati 4 luglio 2024 |
| Partito                    | Partito                                   | Candidato                  | Voti                    | %                       |
| -------------------------- | ----------------------------------------- | -------------------------- | ----------------------- | ----------------------- |
|                            | Conservatore                              | Mark Pritchard             | 16 320                  | 32,63                   |
|                            | Laburista                                 | Roh Yakobi                 | 15 437                  | 30,86                   |
|                            | Reform UK                                 | Richard Leppington         | 9 920                   | 19,83                   |
|                            | Lib Dem                                   | Anthony Lowe               | 4 757                   | 9,51                    |
|                            | Verdi                                     | Patrick McCarthy           | 3 028                   | 6,05                    |
|                            | Indipendente                              | Chris Shipley              | 558                     | 1,12                    |
|                            |                                           |                            |                         |                         |
| Iscritti                   | Iscritti                                  | Iscritti                   | 78 942                  | 100,00                  |
| ↳ Votanti (% su iscritti)  | ↳ Votanti (% su iscritti)                 | ↳ Votanti (% su iscritti)  | 50 020                  | 63,36                   |
| ↳ Astenuti (% su iscritti) | ↳ Astenuti (% su iscritti)                | ↳ Astenuti (% su iscritti) | 28 922                  | 36,64                   |
|                            |                                           |                            |                         |                         |
|                            | Esito: collegio confermato a Conservatore |                            |                         |                         |

### Elezioni negli anni 2010
| Partito                    | Partito                                   | Candidato                  | Risultati 12 dicembre 2019 | Risultati 12 dicembre 2019 |
| Partito                    | Partito                                   | Candidato                  | Voti                       | %                          |
| -------------------------- | ----------------------------------------- | -------------------------- | -------------------------- | -------------------------- |
|                            | Conservatore                              | Mark Pritchard             | 31 029                     | 63,47                      |
|                            | Laburista                                 | Dylan Harrison             | 12 303                     | 25,16                      |
|                            | Lib Dem                                   | Thomas Janke               | 4 067                      | 8,32                       |
|                            | Verdi                                     | Tim Dawes                  | 1 491                      | 3,05                       |
|                            |                                           |                            |                            |                            |
| Iscritti                   | Iscritti                                  | Iscritti                   | 70 693                     | 100,00                     |
| ↳ Votanti (% su iscritti)  | ↳ Votanti (% su iscritti)                 | ↳ Votanti (% su iscritti)  | 48 890                     | 69,16                      |
| ↳ Astenuti (% su iscritti) | ↳ Astenuti (% su iscritti)                | ↳ Astenuti (% su iscritti) | 21 803                     | 30,84                      |
|                            |                                           |                            |                            |                            |
|                            | Esito: collegio confermato a Conservatore |                            |                            |                            |

| Partito                    | Partito                                   | Candidato                  | Risultati 8 giugno 2017 | Risultati 8 giugno 2017 |
| Partito                    | Partito                                   | Candidato                  | Voti                    | %                       |
| -------------------------- | ----------------------------------------- | -------------------------- | ----------------------- | ----------------------- |
|                            | Conservatore                              | Mark Pritchard             | 27 451                  | 55,43                   |
|                            | Laburista                                 | Dylan Harrison             | 17 887                  | 36,12                   |
|                            | UKIP                                      | Denis Allen                | 1 656                   | 3,34                    |
|                            | Lib Dem                                   | Rod Keyes                  | 1 345                   | 2,72                    |
|                            | Verdi                                     | Pat McCarthy               | 804                     | 1,62                    |
|                            | Indipendente                              | Fay Easton                 | 380                     | 0,77                    |
|                            |                                           |                            |                         |                         |
| Iscritti                   | Iscritti                                  | Iscritti                   | 68 591                  | 100,00                  |
| ↳ Votanti (% su iscritti)  | ↳ Votanti (% su iscritti)                 | ↳ Votanti (% su iscritti)  | 49 523                  | 72,20                   |
| ↳ Astenuti (% su iscritti) | ↳ Astenuti (% su iscritti)                | ↳ Astenuti (% su iscritti) | 19 068                  | 27,80                   |
|                            |                                           |                            |                         |                         |
|                            | Esito: collegio confermato a Conservatore |                            |                         |                         |

| Partito                    | Partito                                   | Candidato                  | Risultati 7 maggio 2015 | Risultati 7 maggio 2015 |
| Partito                    | Partito                                   | Candidato                  | Voti                    | %                       |
| -------------------------- | ----------------------------------------- | -------------------------- | ----------------------- | ----------------------- |
|                            | Conservatore                              | Mark Pritchard             | 22 579                  | 49,69                   |
|                            | Laburista                                 | Katrina Gilman             | 11 836                  | 26,05                   |
|                            | UKIP                                      | Jill Seymour               | 7 620                   | 16,77                   |
|                            | Lib Dem                                   | Rod Keyes                  | 1 959                   | 4,31                    |
|                            | Verdi                                     | Cath Edwards               | 1 443                   | 3,18                    |
|                            |                                           |                            |                         |                         |
| Iscritti                   | Iscritti                                  | Iscritti                   | 65 946                  | 100,00                  |
| ↳ Votanti (% su iscritti)  | ↳ Votanti (% su iscritti)                 | ↳ Votanti (% su iscritti)  | 45 437                  | 68,90                   |
| ↳ Astenuti (% su iscritti) | ↳ Astenuti (% su iscritti)                | ↳ Astenuti (% su iscritti) | 20 509                  | 31,10                   |
|                            |                                           |                            |                         |                         |
|                            | Esito: collegio confermato a Conservatore |                            |                         |                         |

| Partito                    | Partito                                   | Candidato                  | Risultati 6 maggio 2010 | Risultati 6 maggio 2010 |
| Partito                    | Partito                                   | Candidato                  | Voti                    | %                       |
| -------------------------- | ----------------------------------------- | -------------------------- | ----------------------- | ----------------------- |
|                            | Conservatore                              | Mark Pritchard             | 21 922                  | 47,69                   |
|                            | Laburista Co-Op                           | Paul Kalinauckas           | 12 472                  | 27,13                   |
|                            | Lib Dem                                   | Alyson Cameron-Daw         | 8 019                   | 17,44                   |
|                            | UKIP                                      | Malcolm Hurst              | 2 050                   | 4,46                    |
|                            | BNP                                       | Susan Harwood              | 1 505                   | 3,27                    |
|                            |                                           |                            |                         |                         |
| Iscritti                   | Iscritti                                  | Iscritti                   | 65 574                  | 100,00                  |
| ↳ Votanti (% su iscritti)  | ↳ Votanti (% su iscritti)                 | ↳ Votanti (% su iscritti)  | 45 968                  | 70,10                   |
| ↳ Astenuti (% su iscritti) | ↳ Astenuti (% su iscritti)                | ↳ Astenuti (% su iscritti) | 19 606                  | 29,90                   |
|                            |                                           |                            |                         |                         |
|                            | Esito: collegio confermato a Conservatore |                            |                         |                         |

### Elezioni negli anni 2000
| Partito                    | Partito                                           | Candidato                  | Risultati 5 maggio 2005 | Risultati 5 maggio 2005 |
| Partito                    | Partito                                           | Candidato                  | Voti                    | %                       |
| -------------------------- | ------------------------------------------------- | -------------------------- | ----------------------- | ----------------------- |
|                            | Conservatore                                      | Mark Pritchard             | 18 899                  | 41,95                   |
|                            | Laburista                                         | Peter Bradley              | 17 957                  | 39,86                   |
|                            | Lib Dem                                           | Bill Tomlinson             | 6 608                   | 14,67                   |
|                            | UKIP                                              | Bruce Lawson               | 1 590                   | 3,53                    |
|                            |                                                   |                            |                         |                         |
| Iscritti                   | Iscritti                                          | Iscritti                   | 67 249                  | 100,00                  |
| ↳ Votanti (% su iscritti)  | ↳ Votanti (% su iscritti)                         | ↳ Votanti (% su iscritti)  | 45 054                  | 67,00                   |
| ↳ Astenuti (% su iscritti) | ↳ Astenuti (% su iscritti)                        | ↳ Astenuti (% su iscritti) | 22 195                  | 33,00                   |
|                            |                                                   |                            |                         |                         |
|                            | Esito: collegio passa da Laburista a Conservatore |                            |                         |                         |

| Partito                    | Partito                                | Candidato                  | Risultati 7 giugno 2001 | Risultati 7 giugno 2001 |
| Partito                    | Partito                                | Candidato                  | Voti                    | %                       |
| -------------------------- | -------------------------------------- | -------------------------- | ----------------------- | ----------------------- |
|                            | Laburista                              | Peter Bradley              | 19 532                  | 47,08                   |
|                            | Conservatore                           | Jacob Rees-Mogg            | 15 945                  | 38,43                   |
|                            | Lib Dem                                | Ian Jenkins                | 4 738                   | 11,42                   |
|                            | UKIP                                   | Denis Brookes              | 1 275                   | 3,07                    |
|                            |                                        |                            |                         |                         |
| Iscritti                   | Iscritti                               | Iscritti                   | 65 572                  | 100,00                  |
| ↳ Votanti (% su iscritti)  | ↳ Votanti (% su iscritti)              | ↳ Votanti (% su iscritti)  | 41 490                  | 63,27                   |
| ↳ Astenuti (% su iscritti) | ↳ Astenuti (% su iscritti)             | ↳ Astenuti (% su iscritti) | 24 082                  | 36,73                   |
|                            |                                        |                            |                         |                         |
|                            | Esito: collegio confermato a Laburista |                            |                         |                         |

## Risultati dei referendum

### Referendum sulla permanenza del Regno Unito nell'Unione europea del 2016
|             | Collegio   | Lasciare UE % | Rimanere in UE % |
| ----------- | ---------- | ------------- | ---------------- |
|             | The Wrekin | 58,2%         | 41,8%            |
| Inghilterra | 53,3%      | 46,7%         |                  |
| Regno Unito | 51,9%      | 48,1%         |                  |